# Boutonne
Boutonne är en flod i västra Frankrike, högerbiflod till Charente. 
Det är den större högerbifloden till Charente som är en flod som mynnar i Biscayabukten.

## Flodens källa
Den har sin källa i Chef-Boutonne. Källan ligger 86 m ö.h.

## Övre floddalen
Hela övre floddalen är belägen i departementet Deux-Sèvres. Den rinner genom de små byarna Brioux-sur-Boutonne och Chizé. 
Chizé har ett intressant zoo och är belägen mitt i en stor bokskog (Forêt de Chizé). 
Efter Chizé rinner Boutonne på gränsen mellan departementen Deux-Sèvres och Charente-Maritime och flyter i sydlig riktning till Saint-Jean-d'Angély. 

## Mellersta floddalen

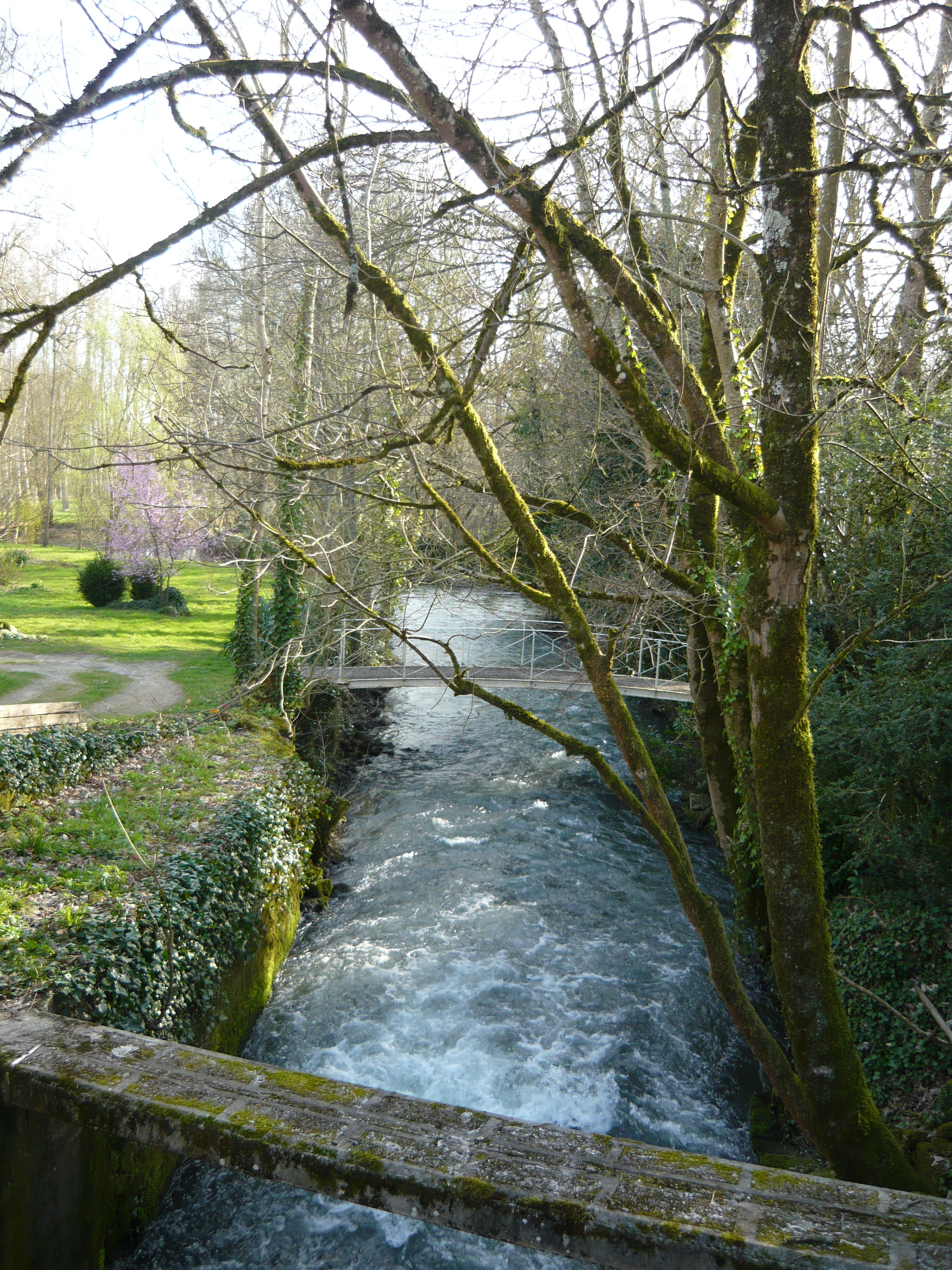
Boutonne rinner genom Dampierre-sur-Boutonne, en pittoresk by i Charente-Maritime

I Charente-Maritime vidtar den mellersta floddalen och den nedre dalen från Dampierre-sur-Boutonne.
Dampierre-sur-Boutonne är en liten by med ett slott i renässansstil beläget på två små öar i floden.
Den flyter i sydlig riktning och sen åt väster innan den flyter ihop med Nie, en liten vänsterbiflod nära Saint-Jean-d'Angély. I den här staden finns det sluss på floden, écluse de Bernouët (Bernouëts sluss). Saint-Jean-d'Angély var en viktig hamnstad vid floden på medeltiden och floden var segelbar upp till Saint-Jean-d'Angély, det vill säga 31 km från flodmynningen. 

## Nedre floddalen
Efter Saint-Jean-d'Angély flyter floden i västlig riktning till sin mynning, Charente.
I dalen mellan Saint-Jean-d'Angély och flodmynningen finns stora träsk.
Floden mynnar i Carillon, en ort som ligger 4 km söder om Tonnay-Charente som ligger 6 km väster om Rochefort.

## Hydrologi

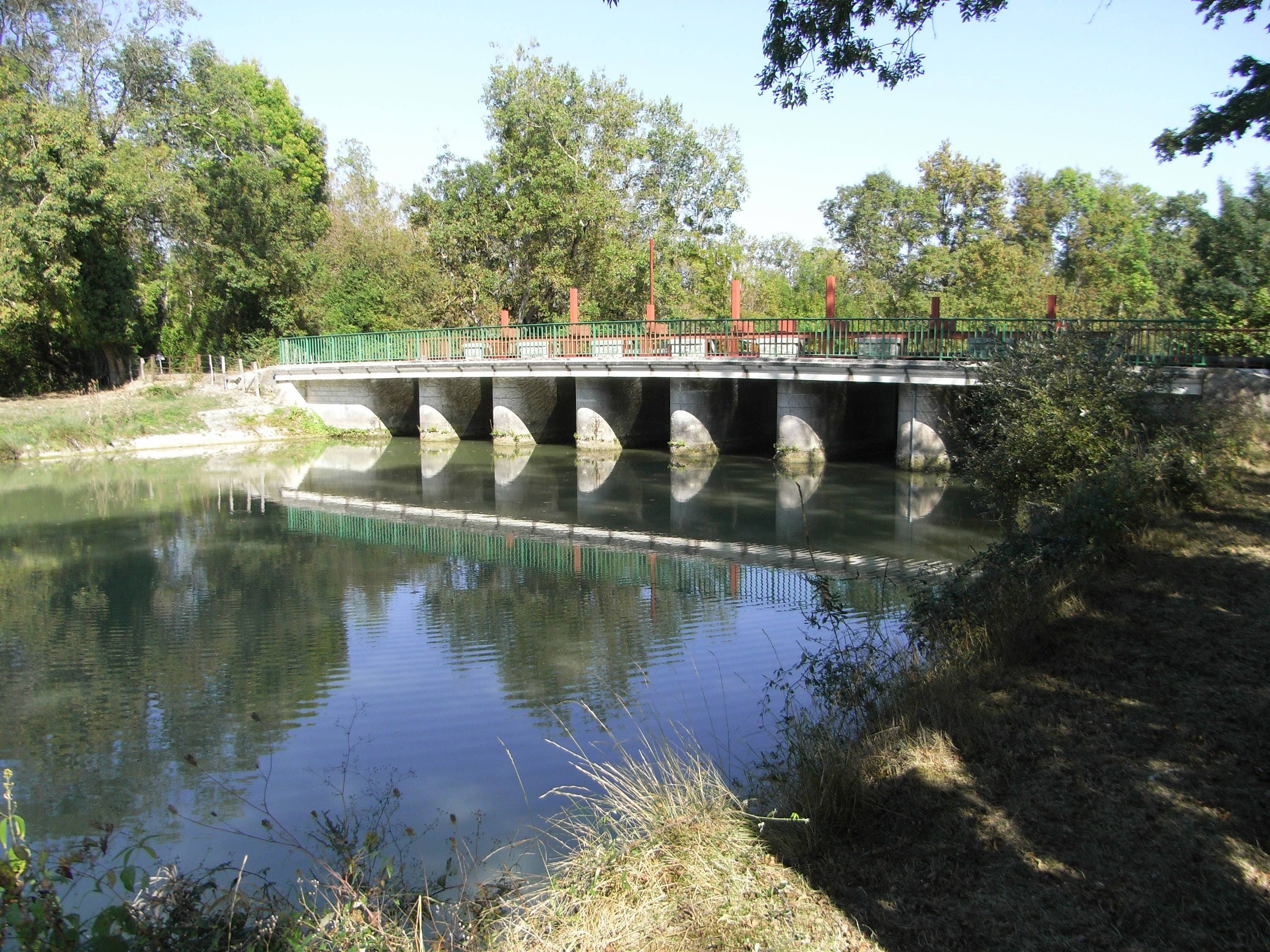
Bel-Ébats damm och dammluckor över floden Boutonne

Flodens totala längd är 98 8km. Avrinningsområdet är 1 320 km² och medelflödet vid mynningen 13 m³/s.
De större högerbifloderna är
- Béronne, 26 km lång[3]
- Belle, 29 km lång[4]
- Trézence, 28 km lång[5]

Större vänsterbiflöden är
- Nie, 26 km lång[6].

## Orter

Boutonnes karta

Några orter längs floden är
- I departementet Deux-Sèvres
  - Chef-Boutonne
  - Brioux-sur-Boutonne
  - Chizé
- I departementet Charente-Maritime
  - Dampierre-sur-Boutonne
  - Saint-Jean-d'Angély
  - Tonnay-Boutonne

## Turism
Det finns två slussar i Charente-Maritime. Idag består trafiken på floden av fritidsbåtar och segelbåtar. Vid flodens små stränder finns bland annat några slott och herrgårdar och pittoreska byar.

## Bilder på Boutonne

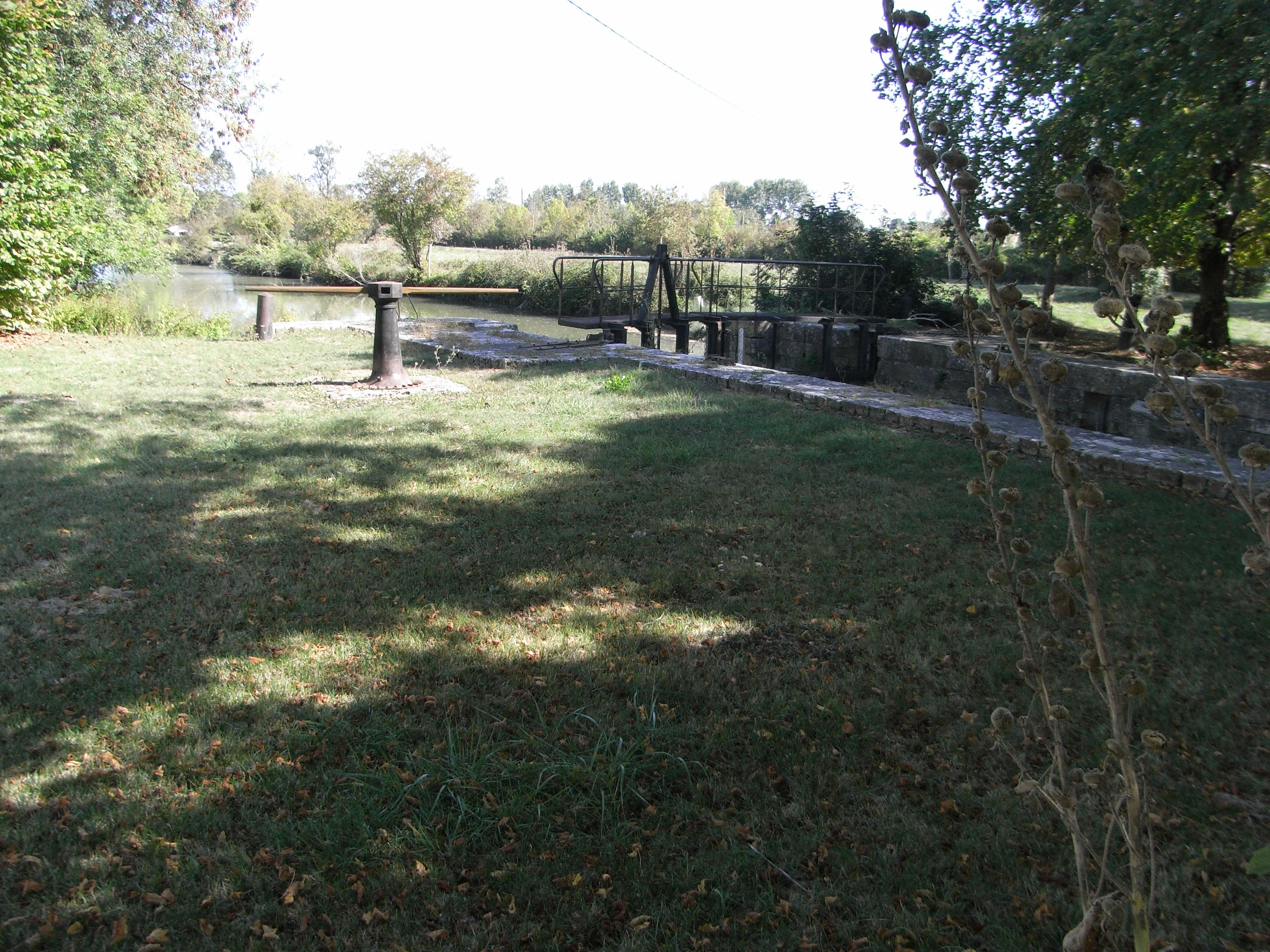
Bernouët sluss, nära Saint-Jean-d'Angély
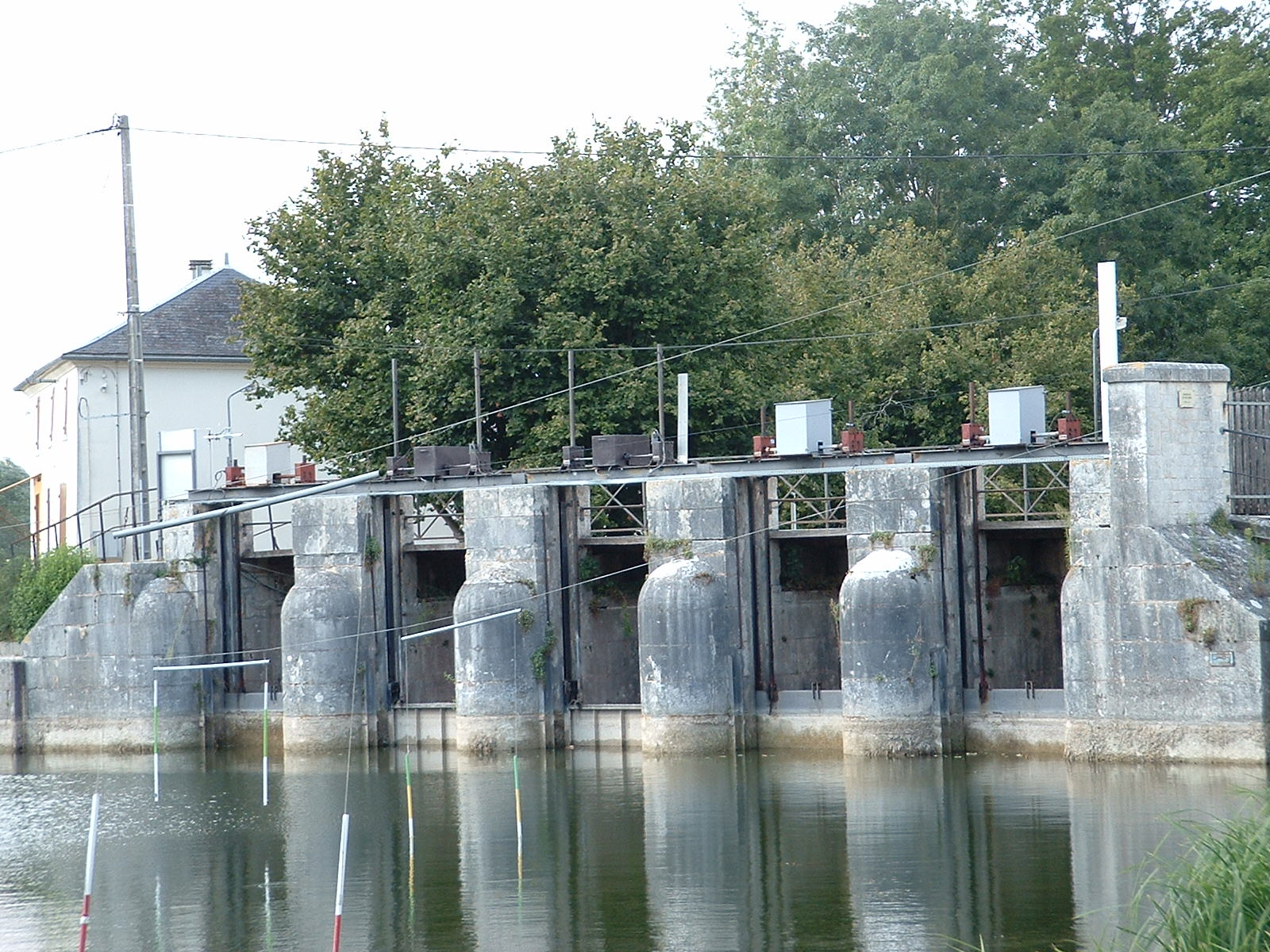
Bel-Ébat bro
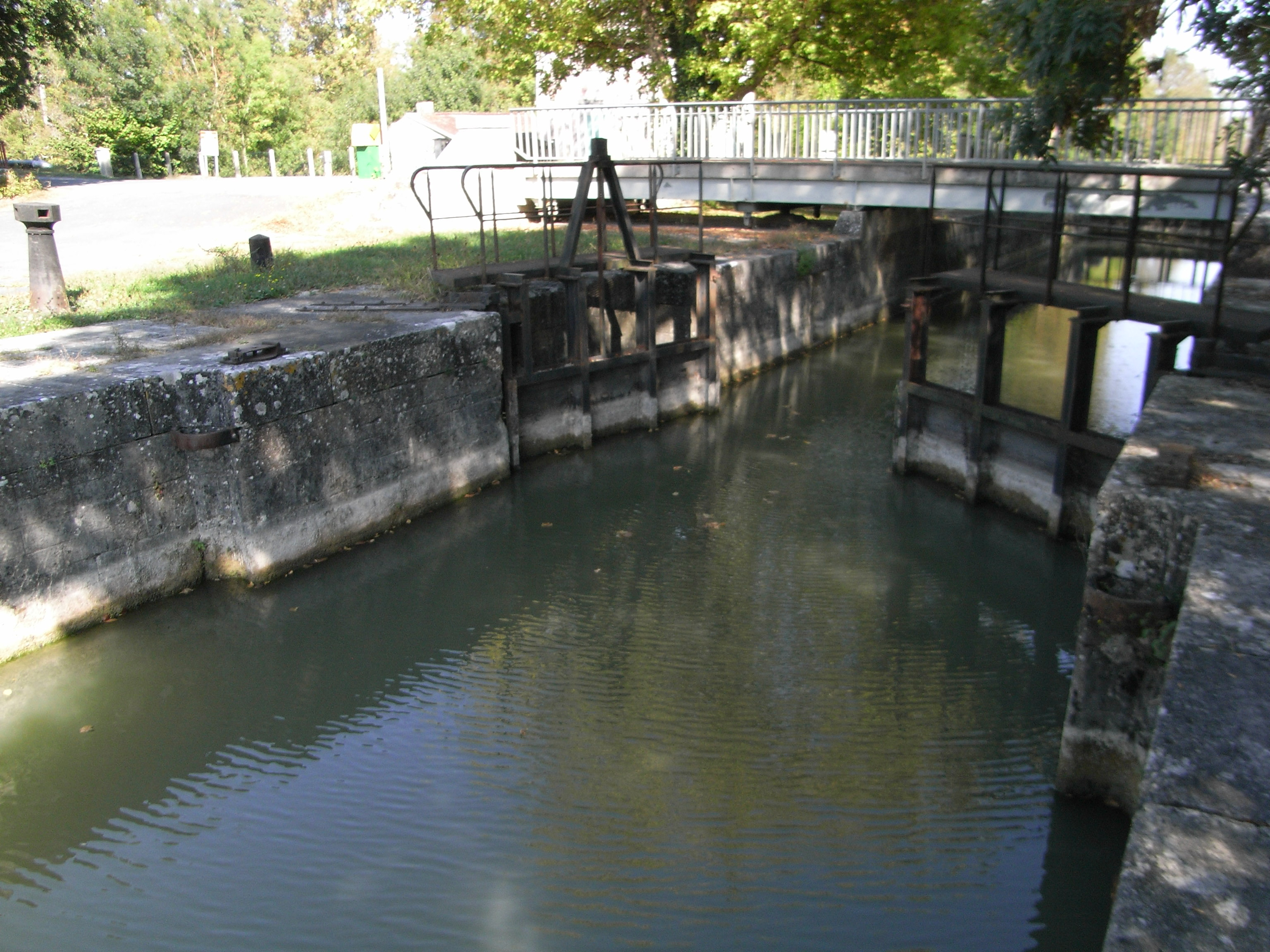
Bel-Ébat sluss
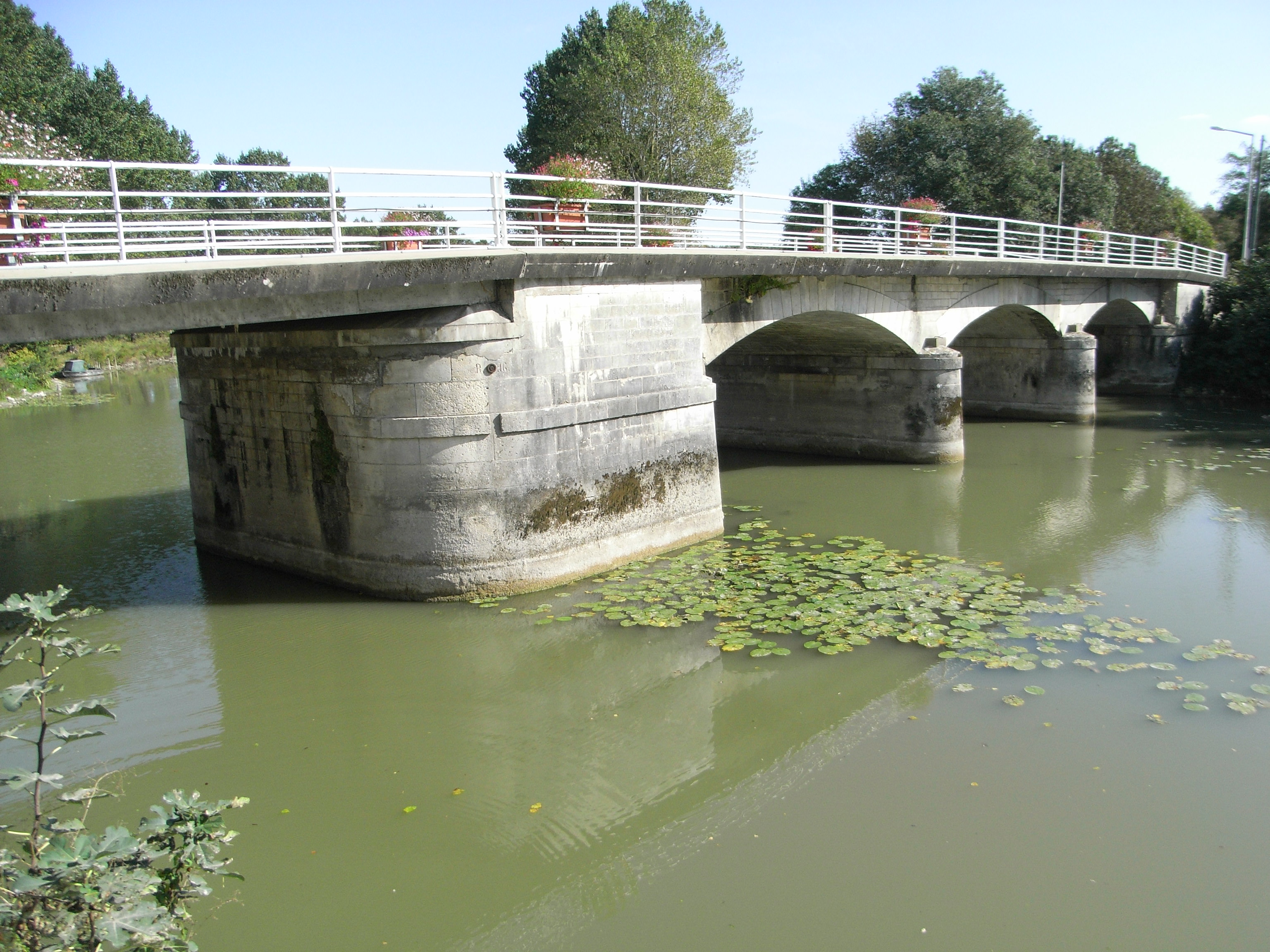
Bro i Tonnay-Boutonnesby